# Henning Larsen

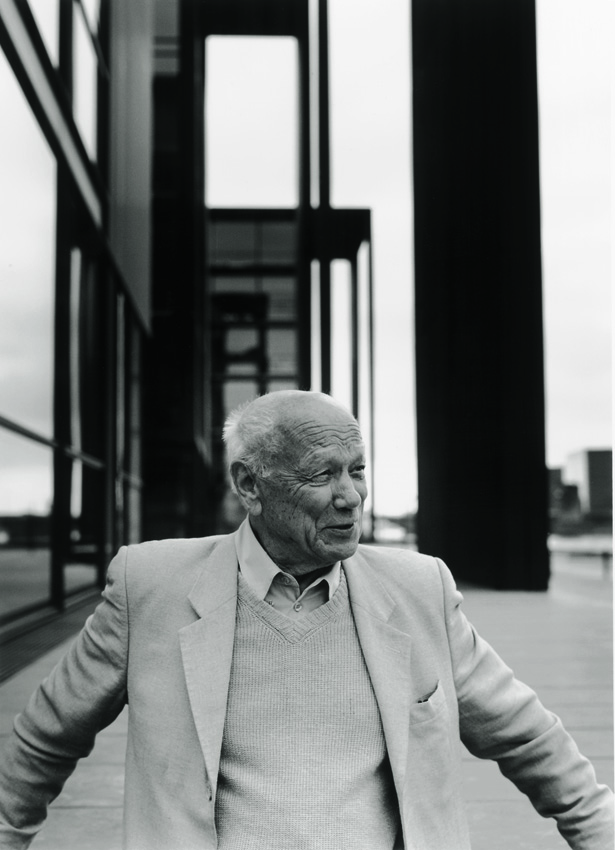
Henning Larsen (2005)

Henning Larsen (* 20. August 1925 in Opsund (Brejning Sogn) bei Ringkøbing, Dänemark; † 22. Juni 2013 in Kopenhagen) war ein dänischer Architekt und Gründer des internationalen Architektenbüros Henning Larsen Architects, der insbesondere durch seine Kulturbauten bekannt wurde. Larsen zählte zu den führenden und bekanntesten skandinavischen Architekten.

## Leben
Henning Larsens Vater war Landschullehrer in Opsund. Im Jahr 1950 begann Larsen ein Architekturstudium an der Architectural Association in London. Nach seinem Abschluss 1951 wurde er für Arne Jacobsen tätig und begann ein Studium an der Königlich Dänischen Kunstakademie in Kopenhagen. 1952 erhielt er dort einen Abschluss und reiste, finanziert durch ein Stipendium, in die Vereinigten Staaten.
1956 gründete Larsen zusammen mit Max Brüel, Gehrdt Bornebusch und Jørgen Selchau ein Architekturbüro, verließ die Gruppe jedoch 1959 und gründete ein eigenes Büro, Henning Larsens Tegnestue.
Seit 1995 hatte Larsen einen Lehrstuhl an der Kunstakademie in Kopenhagen inne. Neben seinen Projekten in Nordeuropa war Larsen in Saudi-Arabien und Deutschland tätig.

## Auszeichnungen
Larsen erhielt für seine Entwürfe folgende Auszeichnungen:
- Eckersberg Medaille (1965)
- Betongtavlen für den Neubau der Trondheimer Universität (1981)
- C.F. Hansen Medaille (1985)
- Ehrenmitglied des American Institute of Architects (1985)
- Prinz Eugén Medaille (1986)
- International Design Award (1987)
- Ehrenmitglied des Royal Institute of British Architects (1991)
- Praemium Imperiale (2012)[3]
- Mies-van-der-Rohe-Preis Preis der Europäischen Union für zeitgenössische Architektur für sein Konzerthaus Harpa in der isländischen Hauptstadt Reykjavík (2013)[4]

## Werke (Auswahl)

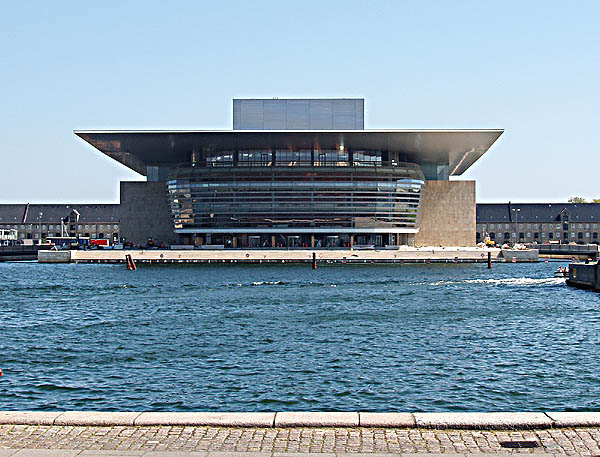
Operngebäude in Kopenhagen (2004)

- 1970: Campusgebäude der Universität Trondheim
- 1979: Dänische Botschaft in Riad
- 1980: Außenministerium in Riad
- 1993: Erweiterung der Stadtbibliothek in Malmö
- 1997: Erweiterung der Ny Carlsberg Glyptotek, Kopenhagen
- 1996–2000: Max-Planck-Institut für demografische Forschung in Rostock[5]
- 1999–2000: Kunsthalle Würth in Schwäbisch Hall
- 2001–2004: Bibliothek der Universität Rostock
- 2004: Königliche Oper, Kopenhagen
- 2004: IT-Gebäude der Universität Kopenhagen
- 2007: Musikens hus (Das Haus der Musik) in Uppsala
- 2011: Konzerthaus Harpa in Reykjavík
- 2011: Verlagshaus für den Spiegel-Verlag Rudolf Augstein in Hamburg[6]
- 2012: Bildmuseet Umeå auf dem Kunstcampus Umeå der dortigen Universität
- 2016: Siemens Konzernzentrale, München[7]

## Bibliographie
- Henrik Sten Møller, Legen og lyset. En frise over Henning Larsen som menneske og arkitekt („Licht und Leben. Ein Portrait von Henning Larsen.“), Politikens Forlag 2000. ISBN 87-567-6551-7.
- Henning Larsen, De skal sige tak. Kulturhistorisk testamente om Operaen („Man sollte sich bedanken. Ein historisches Dokument über die Oper.“), People’s Press 2009. ISBN 978-87-7055-783-2.
- Nikolaus Bernau: Henning Larsen 1925–2013. In: Deutsche Bauzeitung Heft 9, 2013, S. 12, ISSN 0721-1902.